# Municipio de General Bravo
El municipio de General Bravo es uno de los 51 municipios en que se divide para su régimen interior el estado mexicano de Nuevo León. Situado al este del estado, su cabecera es la población de General Bravo.

## Historia
El municipio y su cabecera municipal llevan el nombre de Nicolás Bravo, un héroe de la Guerra de Independencia de México.
Fue fundado el 18 de noviembre de 1868.

## Geografía
El territorio del municipio de General Bravo tiene una extensión de 1 892.26 kilómetros cuadrados que equivalen al 2.9% de la superficie estatal, y se localiza en el extremo este de la entidad, en los límites con el estado de Tamaulipas. Sus coordenadas geográficas extremas son 25° 26' - 26° 03' de latitud norte y 98° 34' - 99° 13' de longitud oeste, el territorio es mayoritariamente plano, siendo su altitud máxima 400 metros sobre el nivel del mar y la mínima 50.
Limita al norte con el municipio de Doctor Coss y al oeste y sur con el municipio de China. Al norte, noreste y este tiene frontera con el estado de Tamaulipas, correspondiendo al norte con el municipio de Camargo y al noreste con el municipio de Gustavo Díaz Ordaz, y al este con el municipio de Reynosa.

### Recursos naturales
El municipio tiene gas natural en abundancia y un yacimiento de Uranio.
Además cuenta con dos de los parques eólicos más grandes de México, Ventika I y Ventika II.

### Características y uso de suelo
El suelo del municipio está constituido en su gran mayoría por los tipos vertisol y xerosol, y en menor grado por regosol. En cuanto al uso potencial del suelo están dedicados en su mayoría a la Ganadería 194,430 hectáreas; a la Agricultura 12,500 hectáreas y al área urbana 275 hectáreas.

## Demografía
De acuerdo a los resultados del Censo de Población y Vivienda realizado en 2010 por el Instituto Nacional de Estadística y Geografía, la población total del municipio de General Bravo asciende a 5 527 personas.
La densidad de población es de 2.92 personas por kilómetros cuadrados.

### Localidades
En el municipio se encuentran un total de 315 localidades, las principales y su población en 2010 son las siguientes:
| Localidad                        | Población |
| Total Municipio                  | 5 527     |
| General Bravo                    | 3 927     |
| General Tapia (Mariano Escobedo) | 565       |
| Conferín Arizpe                  | 325       |
| Las Tres Caídas                  | 68        |
| El Huizache                      | 47        |

## Política

### Representación legislativa
Para la elección de diputados locales al Congreso de Nuevo León y de diputados federales a la Cámara de Diputados federal, el municipio de General Bravo se encuentra integrado en los siguientes distritos electorales:
Local:
- Distrito electoral local de 24 de Nuevo León con cabecera en Linares.[4]

Federal:
- Distrito electoral federal 9 de Nuevo León con cabecera en Linares.[5]